# Pavel Kotsur
Pavel Kotsur (nacido el 3 de enero de 1974) es un jugador de ajedrez de Kazajistán que ostenta los títulos de Gran Maestro (1996) y Árbitro de la FIDE (2009).
Jugó para Kazajistán en las Olimpiadas de ajedrez de 1994, 1996, 1998, 2000, 2002 2008 y 2014; y en el Campeonato Mundial de Ajedrez por Equipos de 1997. Participó en el Campeonato Mundial de Ajedrez de la FIDE en 1999 (eliminado en primera ronda por Sergey Dolmatov), 2002 (eliminado en primera ronda por Leinier Domínguez) y 2004 (eliminado en primera ronda por Darmen Sadvakasov).
Ganador en 3 ocasiones del Campeonato de Ajedrez de Kazajistán (1994, 1997 y 2011). 